# Nationaløkonomi
Nationaløkonomi er en samfundsvidenskab, der studerer bestemte former for menneskelig adfærd samt skabelse af værdier. Blandt andet studerer nationaløkonomer allokeringen af knappe ressourcer til dækning af rivaliserende behov. 
Det er værd at bemærke at det danske ord økonomi er bredere end det engelske economics. Det danske ord omfatter både nationaløkonomi og driftsøkonomi (også kaldet erhvervsstudier, virksomhedsledelse, erhvervsøkonomi mv.), hvor det engelske economics betyder nationaløkonomi. Hovedemnerne i nationaløkonomi er mikroøkonomi, makroøkonomi og økonometri.

## Kendte teorier
- Public choice